# HD 89744 b
HD 89744 b – planeta typu gazowy olbrzym orbitująca wokół gwiazdy HD 89744. Została odkryta w 2000 roku.